# 论山站
論山站（：／ Nonsan yeok */?）是湖南線沿線的一座鐵路車站，位于韓國忠清南道論山市半月洞，有KTX、ITX-新村及無窮花號列車停靠。

## 历史
- 1911年11月10日 - 落成使用。

## 相鄰車站
韓國鐵道公社
湖南線
夫皇－論山－彩雲信號場